# لا تبكي (فلم)
لا تبكي (بالإنجليزية: Don't Cry) هو فيلم رسوم متحركة قصير مصور في ألمانيا للمخرج الفلسطيني هشام زريق، وبطولة الممثلين ليلى السيد، بريدتا المسيح، وديفيد ريدل. تدور أحداث الفيلم حول فتاة فلسطينية ورجل فلسطيني وامرأة إسرائيلية يلتقيان عند بحيرة سماوية، ويؤدي اللقاء إلى نشوب صراع بين الرجل والمرأة بسبب لقاء سابق، وتحاول الفتاة التوسط بينهما. فالفيلم يستخدم الرمزية، ويتحدث عن دورة العنف التي تبدأ دائماً بعدوان إسرائيلي، يتبعه رد فعل فلسطيني وينتج عنه المزيد من القتلى الفلسطينيين. وتظهر العديد من الرموز في ديكور الفيلم، مثل ساعة رملية مكسورة، ومنبه معطل، وحلزون يتحرك ببطء كرمز لموت السلام وتوقف الزمن بعد انهيار اتفاقية أوسلو. كما استخدم رموز أخرى مثل الرصاصة والحجر والميزان غير المتوازن الذي يرمز إلى الصراع غير المتوازن. إضافة على رمزية البحيرة السماوية، وهي رمز للوحدة والانقسام في آنٍ واحد، تذكّرنا بالواقعية السحرية في أدب غابريل غارثيا ماركيث.

## المهرجانات والجوائز السينمائية
حظي الفيلم بقبول واسع في العديد من المهرجانات حول العالم، من بينها 11 مهرجانًا في إيطاليا، و10 مهرجانات في الولايات المتحدة الأمريكية في نوفمبر 2022، وفي مقابلة مع مجلة الضفة الثالثة ذكر المخرج الفلسطيني زريق أن فيلمه لا تبكي اختير في 70 مهرجانًا سينمائياً في 18 دولة حول العالم، وقد فاز الفيلم بـ32 جائزة في 24 مهرجانًا، وهذا يدل على قبول كبير للقصة.
وقد وصف الناقد السينمائي أدريان بيريز الفيلم بأنه أوديسة تشبه الحلم من خلال الصراع والمصالحة، وأن الفيلم "يتناول تعقيدات الهوية والانتماء وإمكانية المصالحة". وكتب أيضاً بأن رؤية زريق الإخراجية بالمزج الساحر بين الواقعية والسريالية الموجود في أفلام مثل مطارد عام 1979 لتاركوفسكي، والدائرة عام 2000 لبناهي.

## قائمة الجوائز
- جائزة تقديرية: الرسوم المتحركة، مسابقة أكوليد العالمية للأفلام، لاهويا، الولايات المتحدة الأمريكية.[4]
- جائزة تقدير: الإخراج، مسابقة أكوليد العالمية للأفلام، لاهويا، الولايات المتحدة الأمريكية.[5]
- جائزة أفضل فيلم قصير، مهرجان دريمز كاتشر السينمائي الدولي، كلكاتا، الهند.[6]
- جائزة أفضل فيلم رسوم متحركة قصيرة، مهرجان إسطنبول السينمائي، إسطنبول، تركيا.
- جائزة أفضل فيلم رسوم متحركة، جوائز ستانلي للأفلام، لندن، المملكة المتحدة.[7]
- جائزة أفضل فيلم رسوم متحركة، مهرجان أندروميدا السينمائي، إسطنبول، تركيا.
- تنويه مشرف، مهرجان مانهايم للفنون والأفلام، مانهايم، ألمانيا.
- تنويه شرفي، الليمور الذهبي، لشبونة، البرتغال.